# Socket 8
A Socket 8 egy processzorfoglalat, melyet kizárólag a Pentium Pro és Pentium II Overdrive processzorok fogadására terveztek. Gyártását leállították, amikor bevezették a Slot 1-et.
A Socket 8-nak egyedi téglalap alakja volt, 387 tűs LIF/ZIF foglalat volt, mely támogatta a 2,1-3,5 V-os, 66-75 MHz-es FSB-jű Pentium Pro 150~200, Pentium Pro Overdrive, Pentium II OverDrive 300~333, PowerLeap PL-Pro/II, Evergreen AcceleraPCI, PowerLeap PL-Renaissance/AT, PowerLeap PL-Renaissance/PCI processzorokat.
Az egyedi formája lehetővé tette, hogy az egyik felébe akár egy Socket 7-es processzort is illeszthessünk.